# Фернанда Мельчор
Фернанда Мельчор Пінто (ісп. Fernanda Melchor Pinto; нар. 1982 року, Веракрус, Мексика) —  мексиканська письменниця, лауреатка премії ПЕН-клубу Мексики.

## Біографія
Фернанда Мельчор народилася в Веракрусі, Мексика в 1982 році. Отримала науковий ступінь журналістики в Університеті Веракуса. Публікувалася в The Paris Review, Vanity Fair, GQ. 
В 2020 році Фернанда Мельчор була учасницею Форуму видавців у Львові.

## Творчість
Роман «Сезон ураганів» був визнаним одним із найкращих романів Мексики в 2017 році. 
В 2019 роман «Сезон ураганів» отримав Міжнародну літературну премію Німеччини. 
В 2020 році потрапив в короткий список Міжнародної Букерівської премії

## Твори
- 2013 — Це не Маямі (Aquí no es Miami)
- 2013 — Фальшивий кролик (Falsa liebre)
- 2017 — Сезон ураганів (Temporada de huracanes)